# La Nueva Luz
La Nueva Luz är en ort i Mexiko.   Den ligger i kommunen Dolores Hidalgo och delstaten Guanajuato, i den centrala delen av landet, 280 km nordväst om huvudstaden Mexico City. La Nueva Luz ligger 2 006 meter över havet och antalet invånare är 121.
Terrängen runt La Nueva Luz är en högslätt. Runt La Nueva Luz är det ganska tätbefolkat, med 93 invånare per kvadratkilometer. Närmaste större samhälle är Dolores Hidalgo, 19,0 km söder om La Nueva Luz. Trakten runt La Nueva Luz består till största delen av jordbruksmark.